# Nivel 3
Nivel 3 es el tercer álbum de estudio de la banda mexicana de rock en español Coda y fue publicado en formato de disco compacto en 1997 por Sony Music Entertainment México.
Este disco fue grabado a principios de 1997 y fue producido por Coda y Alejandro Zepeda. Además, se filmó el vídeo de la canción «Luz roja», con una temática futurista.
Después del lanzamiento de Nivel 3, Coda realizó varias presentaciones en muchas ciudades de México en el mes de septiembre. También tocaron en un concierto de Scorpions realizado el 11 de noviembre de 1997, siendo teloneros de este último.

## Lista de canciones
Todas las canciones fueron escritas por Coda.

| Side one |                           |          |  |
| N.º      | Título                    | Duración |  |
| 1.       | «No digas no»             | 3:20     |  |
| 2.       | «Luz roja»                | 3:42     |  |
| 3.       | «Por ti»                  | 3:47     |  |
| 4.       | «Prohibido»               | 4:09     |  |
| 5.       | «En la marea del pecado»  | 4:18     |  |
| 6.       | «Perdóname»               | 4:23     |  |
| 7.       | «Carrusel»                | 3:34     |  |
| 8.       | «Muy bien»                | 4:10     |  |
| 9.       | «No te quiero perder»     | 5:00     |  |
| 10.      | «Halcón de invierno»      | 4:54     |  |
| 11.      | «¿Qué color se necesita?» | 5:27     |  |

## Créditos

### Coda
- Salvador «Chava» Aguilar — voz
- Antonio «Toño» Ruiz — guitarra
- Jesús «Chucho» Esquivel — batería
- Allan Pérez — bajo
- David Melchor — teclados

### Personal de producción
- Coda — productor
- Alejandro Zepeda — productor